# 被害者の承諾
被害者の承諾（ひがいしゃのしょうだく）とは、法に触れる行為を事前に被害者が承諾すること。被害者の同意とも言う。
ある行為が禁止されていたとしても、被害者の承諾によって禁止が解除されることが多い。主に刑法で議論されるものであるが、不法行為法など他の領域でも問題となりうるものである。以下では刑法における議論について説明する。

## 概説
被害者の承諾は、多くの場合は構成要件該当性阻却事由ないし違法性阻却事由と解されている。前者の場合を「被害者の合意」、後者の場合を「被害者の同意」として区別する用語法もある。いずれにせよ要件は同じであり、かつ日本では違法性阻却事由該当事実の誤想は故意を阻却するとするのが判例・通説であるため、厳格責任説を採るドイツとは違って両者の違いにあまり重要な意味はない。

## 効果
被害者の承諾の効果としては
1. （構成要件該当性ないし違法性の阻却により）犯罪が成立しなくなる
2. （構成要件該当性が阻却されるも）別の構成要件に該当することになる
3. 影響がない（構成要件該当性も違法性も阻却されない）

以上の3種類がある。多くの場合は1であるが、殺人罪（→同意殺人罪）や現住・現在建造物等放火罪（→非現住・現在建造物等放火罪）などは2であり、16歳未満の男女に対する不同意性交等罪は3である。
また、被害者の承諾がないと思って犯罪を犯したが、たまたま被害者の承諾があったためにその目的を遂げなかった場合は、具体的危険説によれば、未遂罪で処罰される可能性はある。
人に刑罰を受けさせる目的で、自分がわざと被害者になるように仕向ける行為について、被害者の承諾がある以上、違法性が阻却されるかどうかが問題になるが、他人を犯罪者にしようという意図があるので、社会的通念上許される行為とは言えず、教唆罪または間接正犯が成立してしまう可能性が高い。

## 要件
被害者の承諾がありうるのは個人的法益に対する罪のみであって社会的法益に対する罪や国家的法益に対する罪についてはありえないとされる。ただし、それは事実上の理由によるものに過ぎないとの指摘もある。
行為無価値論の立場から一般的な違法性阻却事由の根拠を社会的相当性に求め、主観的正当化要素を認める見解においては、被害者の承諾の要件は、以下のとおりである。
1. 被害者にとって処分可能である個人的法益に対する罪に向けられた承諾であること
2. 承諾自体が有効に法益侵害行為時に存在していること
3. 承諾が外部的に表明されていること
4. 被害者に承諾する能力があること
5. 被害者の承諾に任意性が認められること
6. 法益侵害行為者が被害者の承諾を認識して行為に及んでいること
7. 法益侵害行為が社会的相当性を有すること

被害者が自己の法益に対する侵害を承諾するに至る動機に、被害者の錯誤がある場合にその承諾が有効となるか否かにつき学説上争いがある。
1. 承諾無効説：動機の錯誤は自己の法益の処分についての重大な錯誤であり、被害者の承諾に対する任意性がないとして、承諾を無効と解する。
2. 承諾有効説：被害者が承諾した以上、その自己決定権は尊重されるべきであるし、被害法益についての錯誤がない以上承諾は有効である。
3. 法益関係的錯誤説：承諾の対象となる犯罪の保護法益に関係しない事情についての錯誤があった場合にまで承諾を無効とすると、対象となっている犯罪の保護法益が変化してしまうから（一般的意思活動についてまで当該犯罪が保護することになるように保護法益が広がりすぎる）、承諾の対象となっている犯罪の保護法益に直接関係する事情についての錯誤が存在する場合にのみ、それを承諾の重大な瑕疵として、承諾を無効とする。